# Pronocera sibirica
Pronocera sibirica är en skalbaggsart som först beskrevs av Friedrich-August von Gebler 1848.  Pronocera sibirica ingår i släktet Pronocera och familjen långhorningar. Inga underarter finns listade i Catalogue of Life.